# Плагиомниум эллиптический
Плагиомниум эллиптический (лат. Plagiomnium ellipticum) — листостебельный мох семейства Мниевые, вид рода Плагиомниум.

## Синонимы
- Mnium ellipticum Brid., 1818basionym — Мниум эллиптический
- Mnium rugicum Laurer, 1827 — Мниум, или мний морщинистый
- и др.

## Описание
Растение довольно крупное, однодомное. Дерновинки густые или рыхлые, нередко растут отдельными побегами среди других мхов, светло-желтовато- или тёмно-зелёные, войлочные. Часто образует широкие коврики на подстилке и органической почве в заболоченных местообитаниях.
Стебель без гиалодермиса. Генеративный побег прямостоячий 2—4 см длины; вегетативный побег прямой, простёртый или дуговидный, до 10 см длины. Листья сухие сильно скученные, 3—5×2,3—4,5 мм, яйцевидно-эллиптические или эллиптические, на верхушке широко закруглённые и с коротким оттянутым кончиком, к основанию закруглённые; край с однослойной каймой, с мелкими зубчиками; жилка исчезает в верхушке листа. Спорофиты редко, 1—4 из одного перитеция. Спороносит в начале лета. Ножка 4—5 см. Коробочка повислая, эллипсоидальная,  3—5 мм, шейка не выражена, крышечка коническо-апикальная. Споры 16—26 мкм. Клетки листовой пластинки продолговато-шестиугольные, 40—70×25—40 мкм.
Вид морфологически изменчив, особенно в отношении зазубренности края листа и размера растения. 

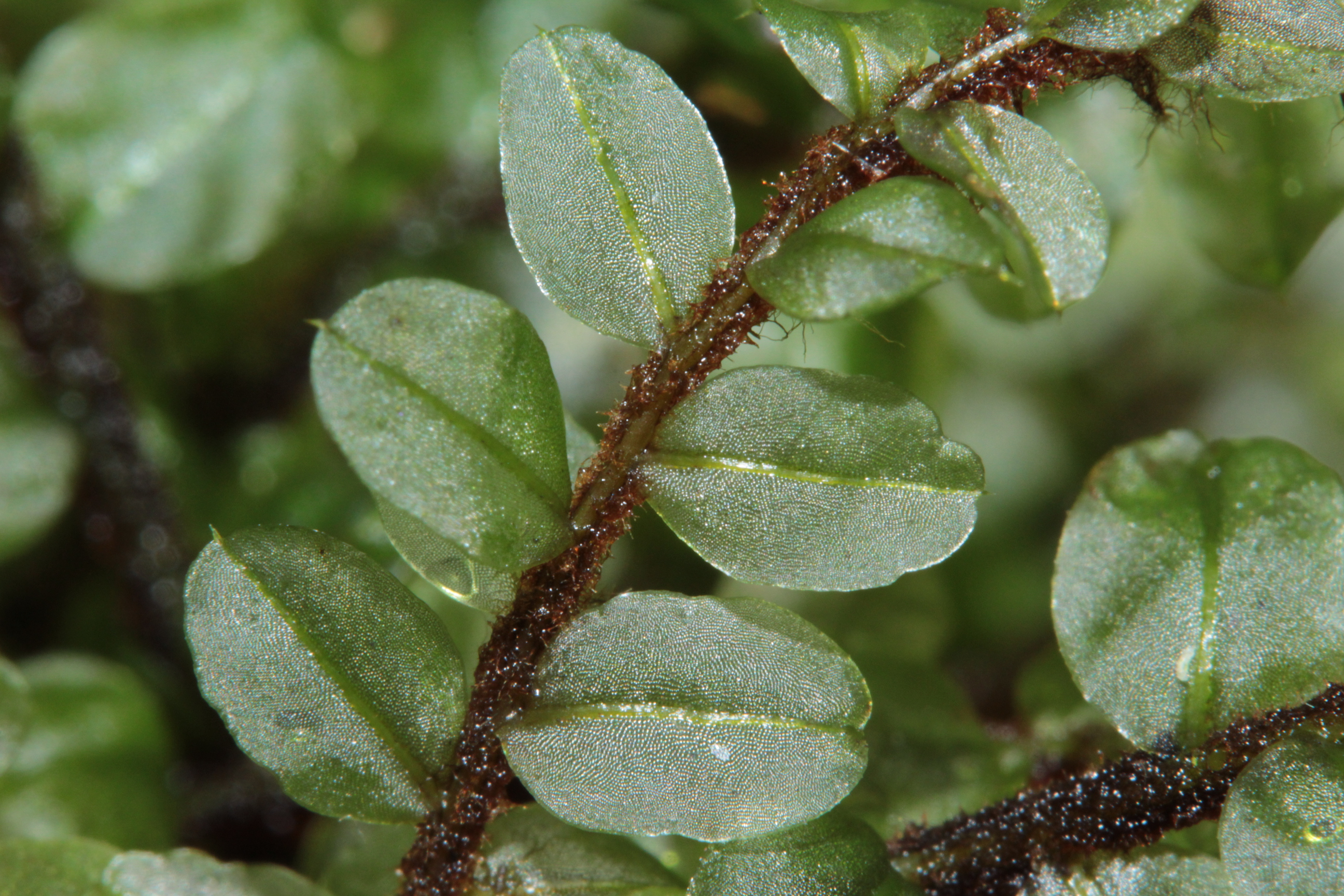
Часть побега
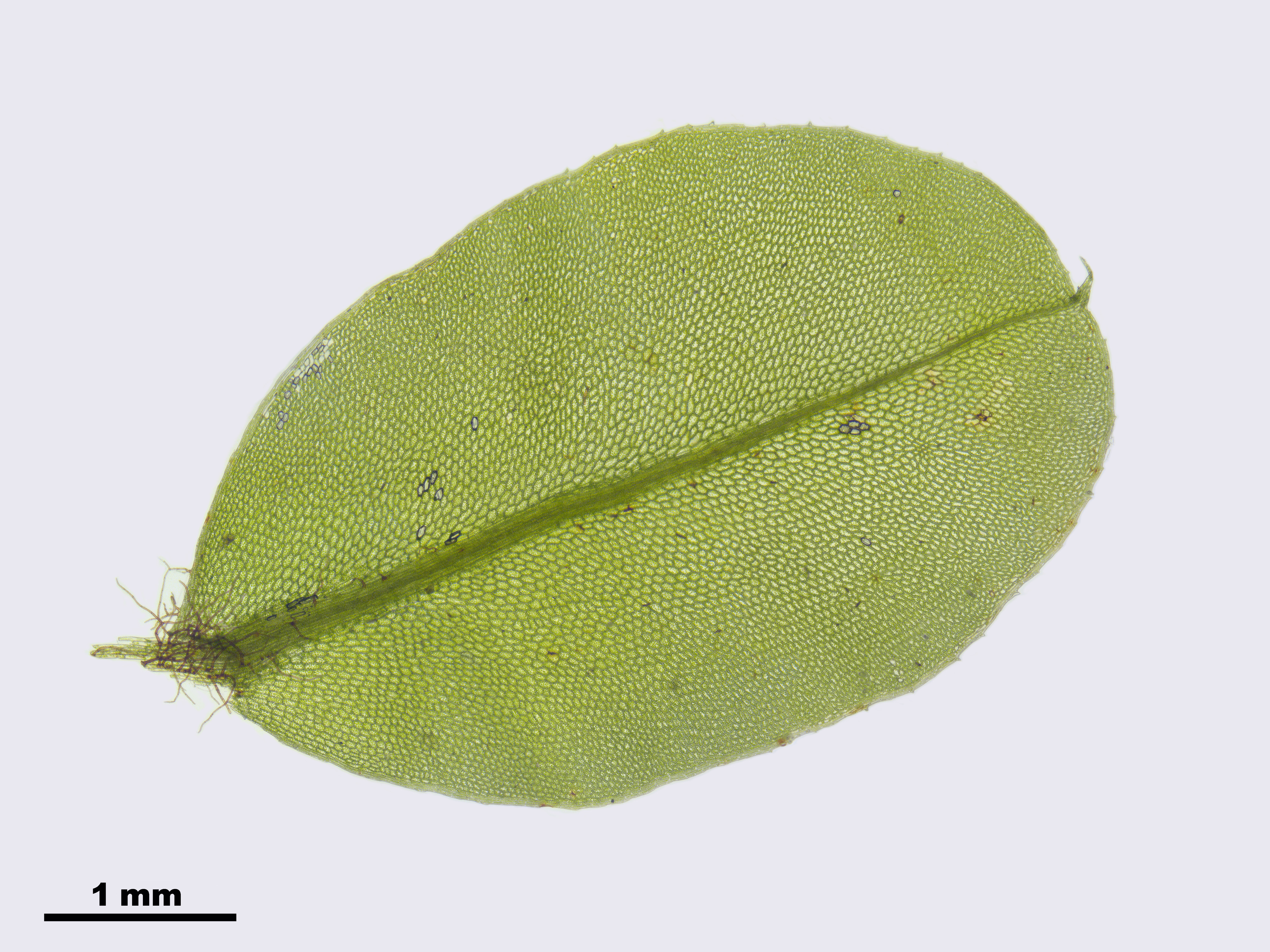
Лист
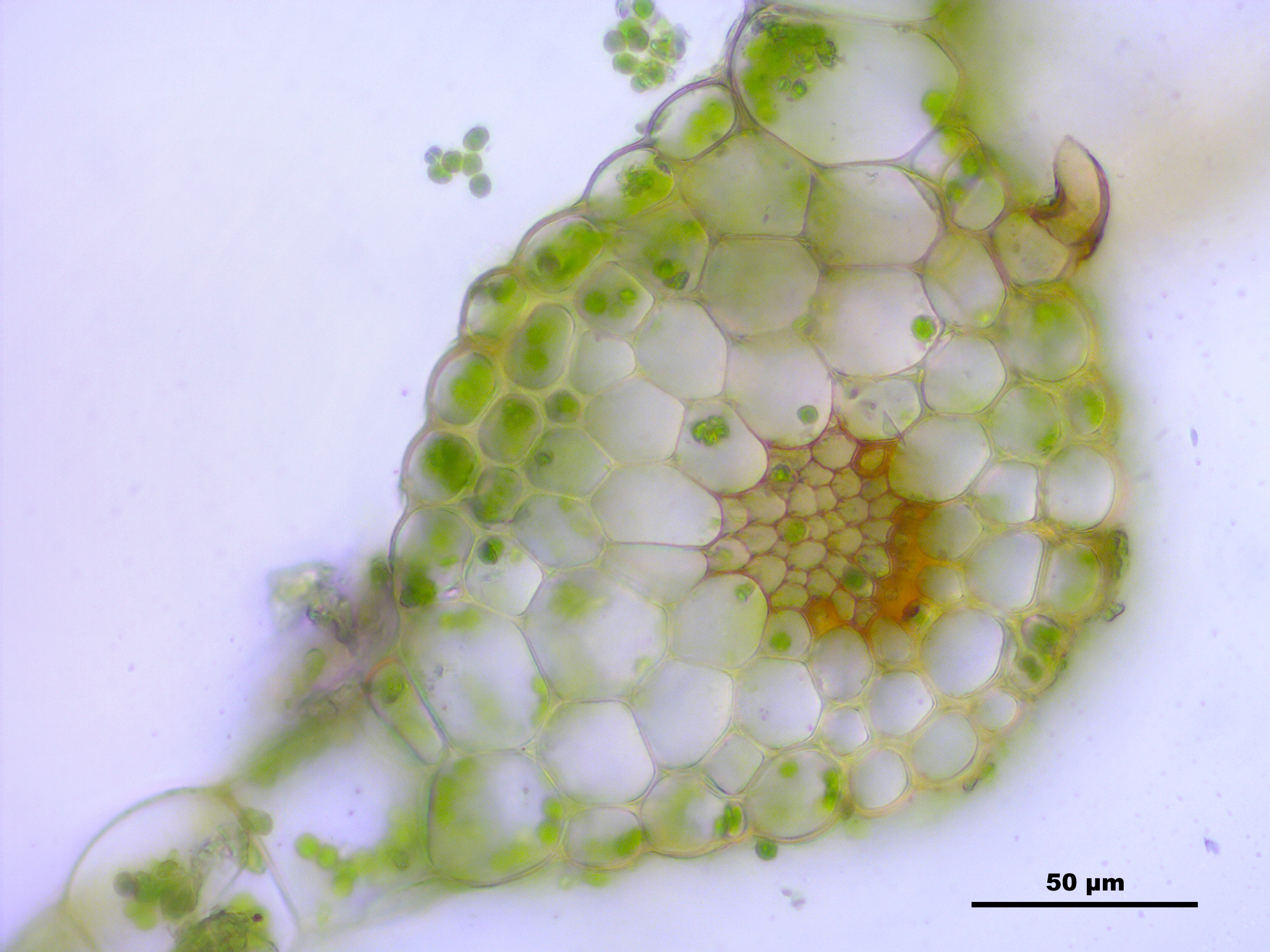
Снимок под микроскопом поперечного среза жилки листа
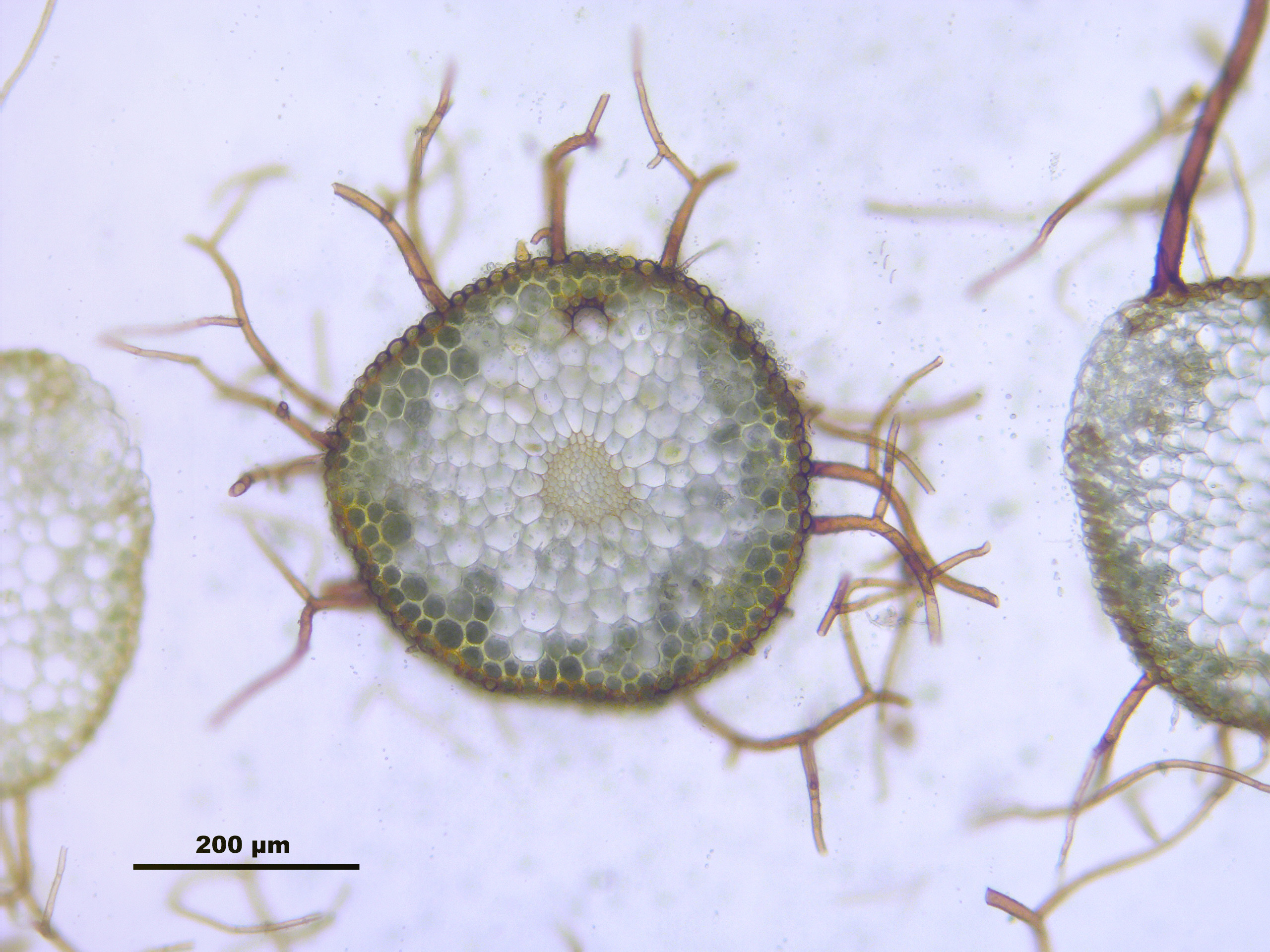
Снимок под микроскопом поперечного среза стебля

## Среда обитания и распространение
Растёт на заболоченной почве, в торфе или гумусе, реже на гнилой древесине, по берегам рек и ручьёв, на травянистых болотах.
Вид широко распространён в Голартике, Австралии, Южной Америке. На территории России встречается повсеместно, за исключением аридных территорий.

## Охранный статус
В России вид занесён в Красную книгу Оренбургской области.